# Alliopsis heterochaetoides
Alliopsis heterochaetoides är en tvåvingeart som beskrevs av Jin och Fan 1983. Alliopsis heterochaetoides ingår i släktet Alliopsis och familjen blomsterflugor. Inga underarter finns listade i Catalogue of Life.